# Pycnogonum
Genre
Pycnogonum est un genre de pycnogonides de la famille des Pycnogonidae.

## Liste des espèces
Selon PycnoBase :
- Pycnogonum africanum Calman, 1938
- Pycnogonum aleuticum Turpaeva, 1994
- Pycnogonum angulirostrum Stock, 1959
- Pycnogonum anovigerum Clark, 1956
- Pycnogonum arbustum Stock, 1966
- Pycnogonum asiaticum Muller, 1992
- Pycnogonum aurilineatum Flynn, 1919
- Pycnogonum benokianum Ohshima, 1935
- Pycnogonum buticulosum Hedgpeth, 1949
- Pycnogonum calculum Bamber, 1995
- Pycnogonum callosum Losina-Losinsky, 1961
- Pycnogonum carinatum Staples, 2002
- Pycnogonum cataphractum Mobius, 1902
- Pycnogonum cessaci Bouvier, 1911
- Pycnogonum clarki Staples, 2002
- Pycnogonum coninsulum Bamber, 2008
- Pycnogonum cranaobyrsa Bamber, 2004
- Pycnogonum crassirostrum Sars, 1888
- Pycnogonum crosnieri Stock, 1991
- Pycnogonum daguilarensis Bamber 1997
- Pycnogonum diceros Marcus, 1940
- Pycnogonum elephas Stock, 1966
- Pycnogonum eltanin Fry & Hedgpeth, 1969
- Pycnogonum forte Flynn, 1928
- Pycnogonum gaini Bouvier, 1910
- Pycnogonum gibberum Marcus & du Bois Reymond-Marcus, 1963
- Pycnogonum gordonae Pushkin, 1984
- Pycnogonum grumus Arango, 2003
- Pycnogonum guyanae Stock, 1975
- Pycnogonum hancocki Schmitt, 1934
- Pycnogonum indicum Sundara Raj, 1930
- Pycnogonum kussakini Turpaeva, 2000
- Pycnogonum litorale (Strom, 1762)
- Pycnogonum lobipes Stock, 1991
- Pycnogonum madagascariensis Bouvier, 1911
- Pycnogonum magellanicum Hoek, 1898
- Pycnogonum magnirostrum Mobius, 1902
- Pycnogonum microps Loman, 1904
- Pycnogonum minutum Losina-Losinsky & Kopaneva, 1973
- Pycnogonum moniliferum Stock, 1991
- Pycnogonum moolenbeeki Stock, 1992
- Pycnogonum mucronatum Loman, 1908
- Pycnogonum musaicum Stock, 1994
- Pycnogonum nodulosum Dohrn, 1881
- Pycnogonum occa Loman, 1908
- Pycnogonum orientale (Dana, 1849)
- Pycnogonum ornans Stock, 1992
- Pycnogonum panamum Hilton, 1942
- Pycnogonum paragaini Munilla, 1989
- Pycnogonum planum Stock, 1954
- Pycnogonum platylophum Loman, 1923
- Pycnogonum plumipes Stock, 1960
- Pycnogonum portus Barnard, 1946
- Pycnogonum pusillum Dohrn, 1881
- Pycnogonum pustulatum Stock, 1994
- Pycnogonum repentinum Turpaeva, 2003
- Pycnogonum reticulatum Hedgpeth, 1948
- Pycnogonum rickettsi Schmitt, 1934
- Pycnogonum saxulum Child, 1998
- Pycnogonum sivertseni Stock, 1955
- Pycnogonum stearnsi Ives, 1883
- Pycnogonum stylidium Child, 1995
- Pycnogonum tenue Slater, 1879
- Pycnogonum tesselatum Stock, 1968
- Pycnogonum torresi Clark, 1963
- Pycnogonum tuberculatum Clark, 1963
- Pycnogonum tumulosum Loman, 1908
- Pycnogonum uedai Nakamura & Child, 1983
- Pycnogonum ungellatum Loman, 1911

## Référence
- Brünnich, 1764 : Entomologia sistens Insectorum Tabulas Systematicas, cum Introductione et Iconibus. p. 1-87 (texte original).